# Сарай, Анес Тулендиевич
Анес Тулендиевич Сарай (Сараев) (21 ноября 1937, с. Курмалай, Володарский район, Сталинградская область, СССР — 2 февраля 2021) — казахский писатель, драматург, журналист. Лауреат Государственной премии Казахстана, заслуженный деятель Казахстана.

## Биография
Родился 21 ноября 1937 года в селе Курмалай Володарского района Астраханской области. Его предки происходили из села Забурун Исатайского района Атырауской области. Анес Сарай знал казахский язык с детства.
В 1956 году окончил школу в селе Сизый Бугор, где в те же годы обучались писатель Мажлис Утежанов и режиссёр Латифулла Капашев. После школы поступил в морское училище, позднее учился на физико-математическом факультете Гурьевского педагогического института.

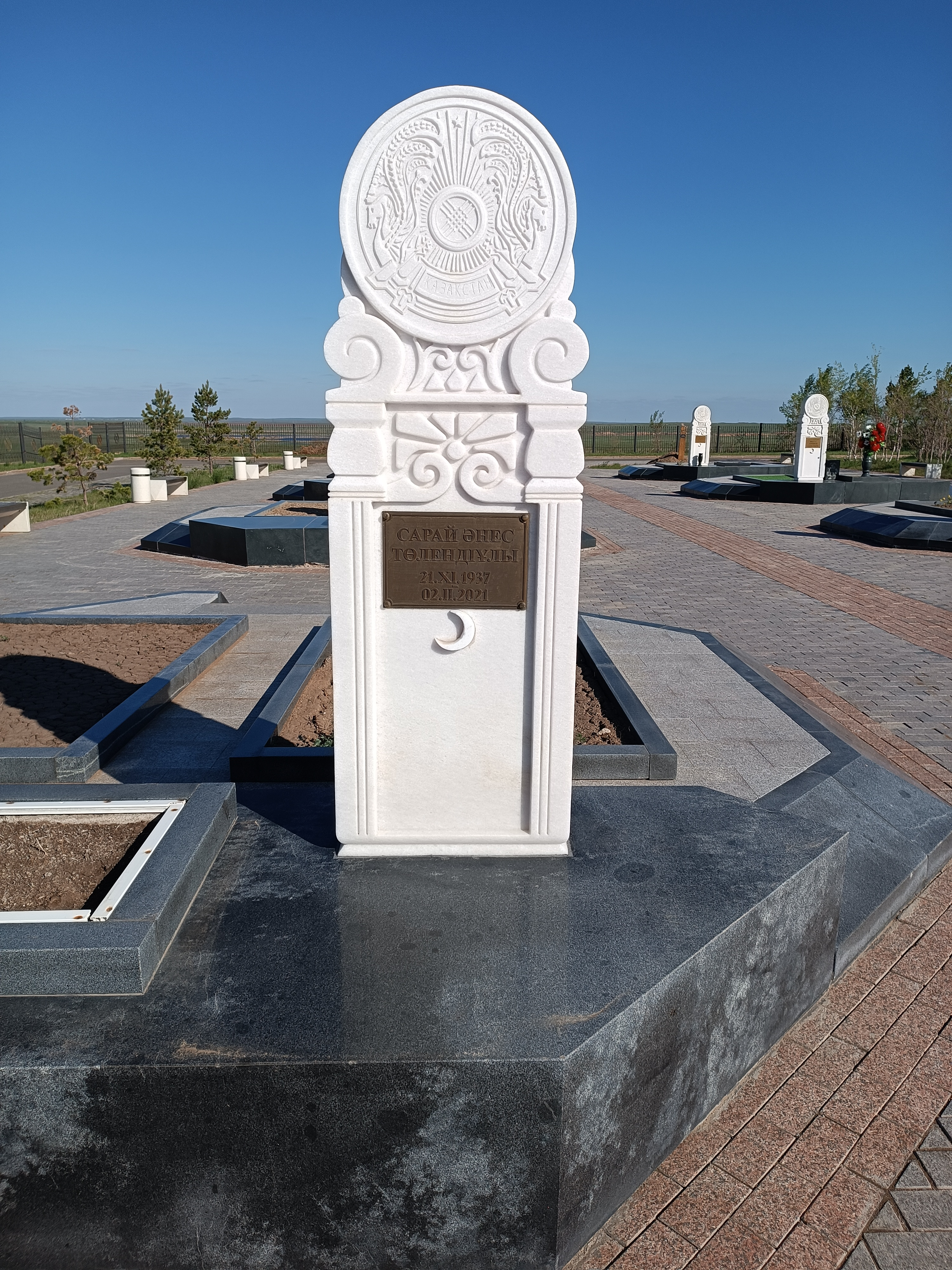

Похоронен в Национальном Пантеоне Казахстана.

## Творчество
Публикуется с 1963 года. Сборник статей «Мұнаралар шақырады» вышел в 1969 году. Позже изданы сборники повестей и рассказов «Қараша өткен соң» («После ноября», 1975), «Бозқырау» («Иней», 1973), романы «Тосқауыл» («Заслон», 1976), «Алтын арал» («Золотой остров», 1984), «Еділ-Жайық» (1994), «Исатай — Махамбет тарихы» (1997). В 1989 вышел сборник рассказов на русском языке «Когда приходит ноябрь». В театрах республики поставлены пьесы Анеса Сарая «Ару Алматы», «Мұқым менің», «Тотиып қалды» и другие. Роман «Еділ-Жайық» отмечен Государственной премией Казахстана (1996).

## Награды
- 1992 — Государственная премия Республики Казахстана
- 2002 — Заслуженный деятель Республики Казахстан
- 2012 — Орден Парасат
- 2017 — Орден «Барыс» III степени[6]